# Polonnaruwa (district)

Localisation du district de Polonnaruwa

Le district de Polonnaruwa est un des vingt-cinq districts du Sri Lanka. Avec Anuradhapura, c'est l'un des districts de la province du Centre-Nord. Sa superficie est de 3 403 km2.

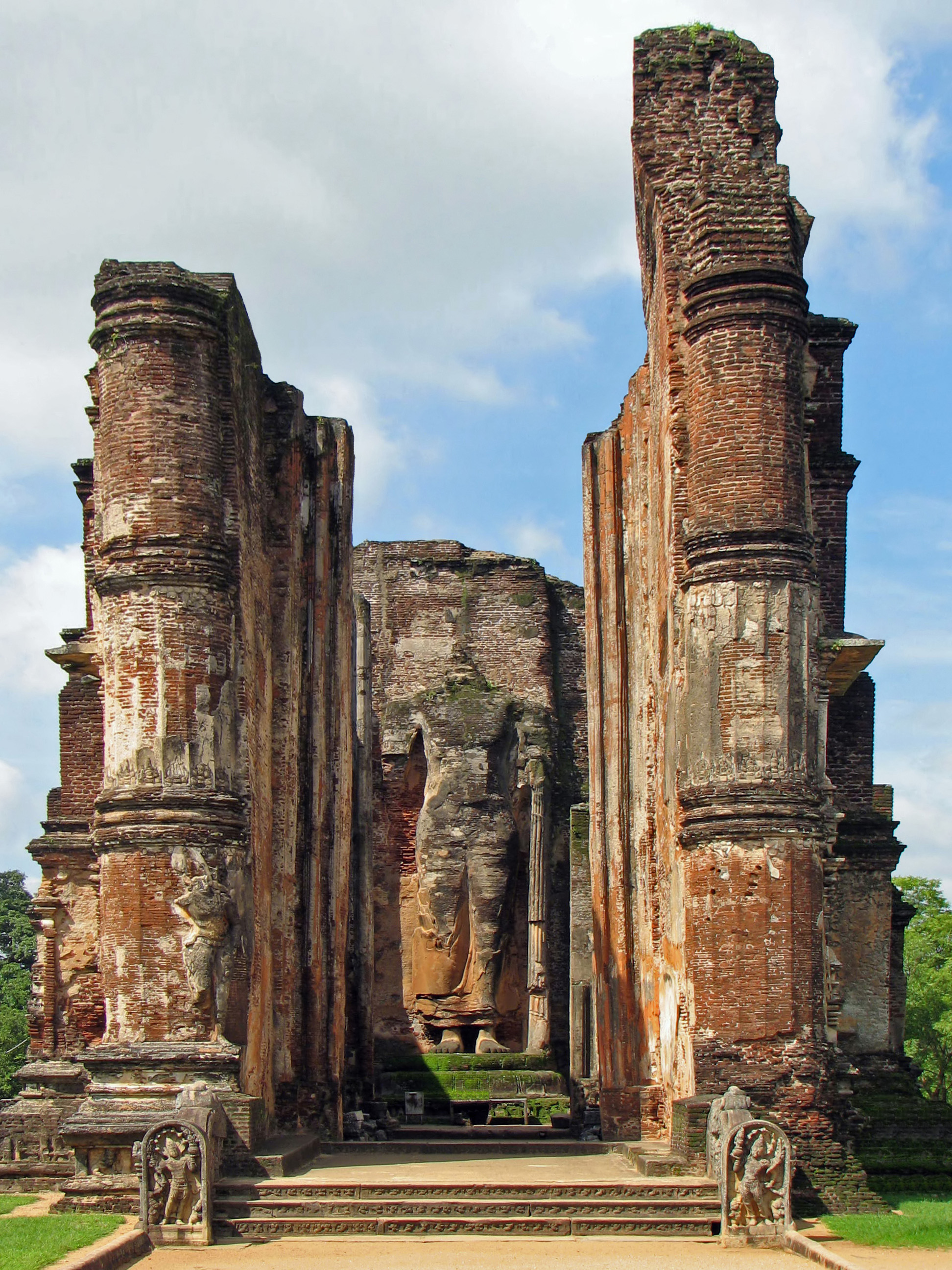
Temple Lankatilaka, Polonnaruwa, Sri Lanka